# Inkarvilleasläktet
Inkarvilleasläktet (Incarvillea) är ett släkte i familjen katalpaväxter med 16 arter spridda från Centralasien till Mongoliet, Kina, Pakistan och Indien. Några arter kan odlas som trädgårdsväxter i södra Sverige.